# Грб Османског царства
Грб Османског царства, инспирисан грбовима европских царстава, створен је у 19. веку. Свој крајњи облик је добио 17. априла 1882. када га је султан Абдул Хамид II и усвојио као грб царства.
Грбови нису никад били својствени Османском царству и исламској култури. Сваки султан Османског царства је имао сопствени монограм, звани тугра, који се користио као грб.
Знак у кругу је такозвана Тугра која се састоји од имена османских султана понаособ. Зелена застава симболизује Румелија и приказана је у виду три полумесеца на зеленој подлози. Црвена застава је застава Анатолија и остали азијски ејалети и приказана је у виду једног полумесеца на црвеној подлози. Оружја приказана на грбу представљају типичну османску ратну опрему. Цвеће симболизује мир и срећу, док две књиге на левој страни представљају Куран и Суну као и љубав према филозофији и науци. Вага симболизује праведност.
Неки графички елементи са грба Османског царства се могу видети и на савременом грбу Републике Турске, као што су нпр. централни овал и вертикално постављени полумесец и звезда.
- Монограм (тугра) 
 османских царева
- Грб 
 Османског царства 
 (из 1846)
- Грб 
 Османског царства 
 (од 17. априла 1882)